# Tame (Arauca)
Pour les articles homonymes, voir Tame.
 (février 2024).
Si vous disposez d'ouvrages ou d'articles de référence ou si vous connaissez des sites web de qualité traitant du thème abordé ici, merci de compléter l'article en donnant les références utiles à sa vérifiabilité et en les liant à la section « Notes et références ».
 (février 2024).
La mise en forme du texte ne suit pas les recommandations de Wikipédia : il faut le « wikifier ».
Les points d'amélioration suivants sont les cas les plus fréquents. Le détail des points à revoir est peut-être précisé sur la page de discussion.
- Les titres sont pré-formatés par le logiciel. Ils ne sont ni en capitales, ni en gras.
- Le texte ne doit pas être écrit en capitales (les noms de famille non plus), ni en gras, ni en italique, ni en « petit »…
- Le gras n'est utilisé que pour surligner le titre de l'article dans l'introduction, une seule fois.
- L'italique est rarement utilisé : mots en langue étrangère, titres d'œuvres, noms de bateaux, etc.
- Les citations ne sont pas en italique mais en corps de texte normal. Elles sont entourées par des guillemets français : « et ».
- Les listes à puces sont à éviter, des paragraphes rédigés étant largement préférés. Les tableaux sont à réserver à la présentation de données structurées (résultats, etc.).
- Les appels de note de bas de page (petits chiffres en exposant, introduits par l'outil «  Source ») sont à placer entre la fin de phrase et le point final[comme ça].
- Les liens internes (vers d'autres articles de Wikipédia) sont à choisir avec parcimonie. Créez des liens vers des articles approfondissant le sujet. Les termes génériques sans rapport avec le sujet sont à éviter, ainsi que les répétitions de liens vers un même terme.
- Les liens externes sont à placer uniquement dans une section « Liens externes », à la fin de l'article. Ces liens sont à choisir avec parcimonie suivant les règles définies. Si un lien sert de source à l'article, son insertion dans le texte est à faire par les notes de bas de page.
- La présentation des références doit suivre les conventions bibliographiques. Il est recommandé d'utiliser les modèles {{Ouvrage}}, {{Chapitre}}, {{Article}}, {{Lien web}} et/ou {{Bibliographie}}. Le mode d'édition visuel peut mettre en forme automatiquement les références.
- Insérer une infobox (cadre d'informations à droite) n'est pas obligatoire pour parachever la mise en page.

Pour une aide détaillée, merci de consulter Aide:Wikification.
Si vous pensez que ces points ont été résolus, vous pouvez retirer ce bandeau et améliorer la mise en forme d'un autre article.
Tame est une municipalité colombienne située au sud-ouest du département d'Arauca. Elle est située, à une altitude de 343 mètres, sur un plateau dans les derniers contreforts de la Cordillère Orientale, qui descend par les pentes des rivières Tame et Cravo. 
C'est un passage obligatoire pour ceux qui se rendent du centre du pays au département de l'Arauca. C'est là que le libérateur Simón Bolívar et le général Francisco de Paula Santander se sont rencontrés pour la première fois. Bolívar a donné à Tame le titre de « Berceau de la liberté » parce que c'est à Tame que l'Armée nationale colombienne est née.
Tame est reconnue comme une région présentant une grande diversité de faune et de flore, en plus de posséder des puits de pétrole qui contribuent à la durabilité du pays.

## Géographie
Cette région, qui commence dans la Sierra Nevada del Cocuy et continue vers le bas, est également constituée de savanes acides, parfois concaves, un phénomène qui signifie qu'elles sont mal drainées ; cependant, il y a des sols fertiles dans les contreforts qui permettent des cultures exigeantes. 
Elle possède différents étages thermiques qui vont du froid de la Sierra Nevada del Cocuy au climat tropical des savanes qui s'étendent après les montagnes de la chaîne de montagnes et la fin des forêts. 

### Lieu
La municipalité de Tame couvre 6 499 km2 et est située dans la partie sud-ouest du département, où convergent deux routes principales : la route des libérateurs (Bogotá-Tunja-Tame-Arauca-Caracas) et la route principale de la plaine (Bogotá-Villavicencio-Yopal-Tame-Saravena). 
C'est le point de distribution du trafic terrestre vers Puerto Rondón, Cravo Norte, Arauca, Saravena, Puerto Jordán, Panamá et Fortul. Cette localisation donne à la commune de Tame des avantages comparatifs dans le contexte départemental. Elle est également un point de référence pour le transport aérien par le biais de la compagnie aérienne commerciale Satena, qui relie Tame au reste du pays.

## Symboles

### Bouclier
L'auteur du Bouclier de Tame est Álvaro Piñeros. Accord 021 du 8 juin 1995 du Conseil municipal de Tame :
- le soleil, la chaîne de montagnes et les rivières signifient la vérité climatique et la richesse fluviale de la municipalité ;
- l'indigène représente l'ancêtre Girara, tribu principale qui habitait le territoire de Tame à l'époque précolombienne (Colombie) ;
- le secteur supérieur droit contient la riche faune et le bétail de la région ; dans le secteur inférieur droit, le bouquet de bananes et la roue dentée signifient la vocation agro-industrielle de la municipalité ;
- le cavalier sur la partie supérieure du bouclier évoque la bravoure des lanciers qui, avec Juan José Rondón, ont participé à la campagne pour la liberté.

### Drapeau
Le drapeau de la municipalité a été conçu par Mme Carmen Teresa Molina Ibarra. Il est composé de trois couleurs : 
- vert : C'est la couleur de la limite de la plaine qui s'étend vers l'est et le sud, car ici se termine la Sarare (région de la jungle) et commence l'Orinoquia ;
- blanc : Il signifie la paix obtenue par la lutte des habitants ; c'est aussi la couleur de la Sierra Nevada del Cocuy, jusqu'à l'endroit où s'élèvent les limites territoriales de la municipalité, qui a tous les climats, des neiges perpétuelles au climat de la plaine brûlante ;
- rojo : symbolise le sang versé par les patriotes qui, dans Pantano de Vargas et Boyacá, ont mené des batailles décisives pour obtenir l'indépendance.

### Hymne
Autrice : Elvira Sánchez de Granados. 
Refrain
À la gloire de Tame, chantons
Des cœurs pleins d'amour,
Consacrer une mémoire à laquelle nous aspirons
à cette ville d'exploits et d'honneur.
I
Combien de gloires a mon peuple,
sa mémoire, je ne peux pas l'oublier
que ses braves fils ont scellé
Les principes de la liberté.
II
Son sol est un tapis d'émeraude,
Il a été traversé par de courageux rangers
et en exposant leur vie en premier
La liberté sur le pont nous a été donnée.
III
Avec leurs poulains comme de nouveaux centaures
et leurs lances dans le marais
Ils se sont séparés pour toujours.
Récolte des lauriers
les viles chaînes que le tyran a forgées.
IV
Ouvrez-moi vos bras, mes chers.
et recevez cette offrande sacrée
avec vos enfants qui font le lien entre les faits d'une race courageuse et honnête.

## Histoire

### Fondation
- Date de fondation : 12 juin de 1628.

À l'époque précolombienne (Colombie), le territoire de l'actuelle municipalité de Tame était habité par des groupes indigènes identifiés comme Arauquinoids, appartenant aux familles guahibo, betoi et arawak, établis dans des colonies sédentaires telles que Horouchoebía, Coroní, Saborosama, Ischtaburabi, Cobariba, Macaguane, Betoyes et Patute, ont été soumis par les Espagnols. 
Les indigènes de la région avaient une cohésion politique et une spécialisation économique qui permettaient l'échange de produits dans l'élaboration desquels certains groupes avaient atteint un certain développement, puisque c'était l'agriculture, ligne qui se complétait avec la chasse, la pêche et la plantation de la palme de cumare et de la moriche. 
La population de Tame a été fondée par Alonso Pérez de Guzmán vers 1628, en prenant comme base un hameau d'Indiens Giraras. Près de cette ville et de la rivière Tame, il fonda avec son frère Andrés une autre colonie appelée « Espinosa de las Palmas », destinée à abriter des Espagnols. Quelques années plus tard, cette ville a été détruite et Perez de Guzman et ses soldats ont été tués par les Indiens Giraras de Tame, en représailles aux activités esclavagistes que les Espagnols appliquaient aux Indiens.

### Colonie espagnole
Pendant la période coloniale, à partir du latifundia de 220 000 hectares, qui était l'hacienda mère de toutes les propriétés de la Compañía de Jesús dans les plaines de l'Orénoque, un puissant complexe agro-industriel s'est organisé et s'est établi avec de grandes projections sur le marché international, du fait qu'à cette époque il y avait une concurrence par le réseau fluvial du bassin fluvial qui permettait la sortie à la mer et le commerce avec les ports européens et nord-américains où l'on exportait du café, du cacao, du tabac, de la sarrache, des peaux et des plumes de héron, ce dernier étant très désirable lorsque la mode de la noblesse du vieux continent exigeait son utilisation. 
La redistribution des marchandises qui arrivaient par Casanare au port de San Salvador ou par Arauca à Arauquita, se faisait dans des trains muletiers et des attelages de bœufs qui transitaient à Tame et de Tame à Bogota. Les services fournis par les Vénézuéliens Abelardo Bravo et Florentino Cruz, qui possèdent également de grands entrepôts et des magasins qui approvisionnent des points de vente plus petits, ont été appréciés.

### Indépendance
La participation de Tame à l'émancipation de la Colombie a été décisive et a commencé en 1812, lorsque le frère dominicain Ignacio Mariño, avec Juan Galea et Ramón Nonato Pérez, a organisé une armée pour rejeter la Reconquête espagnole, en faisant en sorte que les territoires d'Arauca et de Casanare restent libres. Bolívar et Santander s'y rencontrèrent le 12 juin 1819 ; dans son discours du toast, Bolívar donna à Tame le titre de « Berceau de la liberté », car c'est là que naquit l'[Armée nationale colombienne] pour organiser et lancer la campagne qui culmina par la victoire dans les champs de Boyacá. 
Quatre Tameños faisaient partie des 14 lanciers qui, sous le commandement de Juan José Rondón, ont défini le destin de la Nouvelle-Grenade dans le marais de Vargas. Il s'agit de Pablo Matute, Bonifacio et Saturnino Gutiérrez et José Inocencio Chinca.

### Modernité
En 1925, les municipalités de Tame et de San Lope, au nord du fleuve Casanare, ont été rattachées à la juridiction du commissariat d'Arauca de l'époque. Leur inclusion ne modifie en rien la juridiction des autres cantons et municipalités, mais elle élargit considérablement le territoire araucanien.

## Économie
La vocation productive de la commune se manifeste surtout dans l'élevage, les activités agricoles et forestières, le commerce et dernièrement dans l'agro-industrie. L'élevage est l'activité de plus grande importance économique ; sa structure productive progresse avec des niveaux de technologie plus élevés, sans ignorer la qualité du bétail offert par de nombreuses exploitations, tant pour l'engraissement que pour le lait. 
Quant à la production agricole, son plus grand potentiel réside dans l'utilisation des terres du piedemonte. Du point de vue économique, c'est un domaine très important, car dans l'agriculture, le processus de valorisation des ressources acquiert une plus grande dynamique, basée sur une rotation plus rapide du capital. 
Les activités agroalimentaires et commerciales ont également connu une croissance significative. Des entreprises importantes au niveau départemental sont situées à Tame, comme Frigorífico, Molino de Arroz, Coolactame, Subasta Ganadera, Cooagromult et Recolectando.

## Parcs
Tame possède quatre parcs principaux, qui sont :
- parc du général Santander (Central) ;
- parque Los Lanceros ;
- parc de la Vierge ;
- le parc de San Antonio.

## Éducation

### Écoles publiques
- Établissement d'enseignement Inocencio Chincá
- Établissement d'enseignement Liceo Tame.
- Établissement d'enseignement des femmes de l'Est.
- Institution nationale d'éducation de San Luis.
- Établissement d'enseignement technique et industriel Froilán Farias.
- Établissement d'enseignement Joel Sierra González.
- Établissement d'enseignement Ernesto Rincón Ducón.

### Centres d'enseignement privés
- Unité pédagogique du lycée adventiste de la liberté

## Les voies de communication
- Aérien : Avec Arauca, Bogota, Saravena et avec différentes municipalités du département. Les sociétés sont SATENA et AEROUPIA.
- Terrestre : Avec n'importe quelle partie du département et du pays, parmi les principales entreprises Libertadores, Sugamuxi, Cootranstame.

## Lieux d'intérêt
- Lagon de la vieille femme.
- Monument aux Lanciers.
- Plaza de encuentro Bolívar y Santander.
- Tame River.
- Caño Gualabao.